# Ànec encaputxat
L'ànec encaputxat (Tadorna cristata) és una espècie d'ocell de la família dels anàtids (Anatidae), potser extint, conegut per tres exemplars de l'Àsia oriental, dos de Corea i un de Vladivostok. L'última cita va ser en 1964.